# Le Chat et les Pigeons
Pour le téléfilm, voir Le Chat et les Pigeons (téléfilm).
Le Chat et les Pigeons (titre original : Cat Among the Pigeons) est un roman policier d'Agatha Christie publié le 2 novembre 1959 au Royaume-Uni, mettant en scène le détective belge Hercule Poirot. Il est publié l'année suivante aux États-Unis et en France.

## Résumé
Une révolution secoue le sultanat (imaginaire) de Ramat, au Moyen-Orient, et entraîne la mort, sans héritier masculin connu, du prince Ali Yussuf. Ce dernier a néanmoins pris la précaution de confier à son pilote privé et ami Bob Rawlinson une fortune en diamants, que celui-ci a cachés dans les bagages de sa sœur et sa nièce, Joan et Jennifer Sutcliffe, qui séjournaient précisément à Ramat lors des événements.
Revenue en Angleterre, la jeune Jennifer intègre Meadowbank, célèbre pensionnat pour jeunes filles à proximité de Londres. Le trésor est cependant suivi à la trace et, au cours du premier trimestre, de fâcheux événements secouent l'institution : la princesse Shaista, cousine germaine du prince Ali Yussuf, est enlevée, tandis que plusieurs meurtres sont commis. Une autre élève, Julia Upjohn, très observatrice, finit par découvrir les pierres précieuses et, ayant entendu parler par sa mère, ancien agent de l'Intelligence Service, des « petites cellules grises » du célèbre détective belge, s'enfuit un jour de Meadowbank pour aller à Londres soumettre le problème à Hercule Poirot.

## Personnages
Le personnel de Meadowbank
- Miss Honoria Bulstrode, directrice et cofondatrice de l'école ;
- Miss Chadwick, dite « Chaddy », cofondatrice de l'école et fidèle assistante de Miss Bulstrode ;
- Miss Eleanor Vansittart, professeur d'allemand, pressentie par Miss Bulstrode pour lui succéder à la direction ;
- Miss Eileen Rich, professeur d'anglais et de géographie ;
- Ann Shapland, secrétaire de Miss Bulstrode ;
- Miss Johnson, surveillante principale de Meadowbank ;
- Mlle Angèle Blanche, professeur de français ;
- Miss Grace Springer, professeur d'éducation physique ;
- Miss Rowan, professeur ;
- Miss Blake, professeur ;
- le vieux Briggs, jardinier ;
- Ronnie, agent des services secrets britanniques, infiltré à Meadowbank sous l'identité de « Adam Goodman », jardinier ;
- Mrs Gibbons, cuisinière.

Les élèves de Meadowbank
- la princesse Shaista, cousine germaine du prince Ali Yussuf ;
- Julia Upjohn élève à Meadowbank, elle est très perspicace et mature ;
- Jennifer Sutcliffe, nièce de Bob Rawlinson, très douée en tennis

Les parents d'élèves
- Mrs Upjohn, ancien agent de l'Intelligence Service ;
- Mrs Joan Sutcliffe, sœur de Bob Rawlinson.

Autres personnages
- Hercule Poirot, détective privé
- le prince Ali Yussuf, cheik héréditaire du sultanat de Ramat ;
- Bob Rawlinson, pilote privé du prince ;
- l'émir Ibrahim, oncle du prince Ali Yussuf et de la princesse Shaista, séjournant à l'hôtel Claridge de Londres ;
- Mr Robinson ;
- le colonel Ephraim Pikeaway, chef des services secrets britanniques ;
- John Edmundson, troisième secrétaire de l'ambassade britannique à Ramat ;
- Derek O'Connor, agent du Foreign Office ;
- l'inspecteur Kelsey ;
- le sergent Percy Bond.

## Analyse
Un passage de ce roman met en lumière les positions d'Agatha Christie concernant le statut de la femme en Angleterre. Dans les dernières pages, Miss Bulstrode, la directrice de l'école, écarte sans hésitation la proposition de démission de Miss Rich, jeune professeur, et refuse de s'appesantir sur les accidents de sa vie privée qui l'ont conduite à se rendre dans un pays étranger pour accoucher. Elle lui propose même une sorte d'association entre elles pour relever l'institution de Meadowbank, avec maintien de la tradition et introduction contrôlée d'éléments novateurs dans la pédagogie.

## Éditions
- (en) Cat Among the Pigeons, Londres, Collins Crime Club, 2 novembre 1959, 256 p.
- (en) Cat Among the Pigeons, New York, Dodd, Mead and Company, mars 1960, 224 p.
- Le Chat et les Pigeons  (trad. Jean Brunoy), Paris, Librairie des Champs-Élysées, coll. « Le Masque » (no 684), 1960, 255 p. (BNF 32950715). Traduction largement tronquée.
  - Librairie des Champs-Élysées, coll. « Club des Masques » (no 27), 1967
  - Librairie générale française, coll. « Le Livre de poche » (no 6456), 1988, pp. 190  (ISBN 2-253-04552-7) (BNF 34928170)
- Le Chat et les Pigeons (trad. Jean-Marc Mendel), dans : L'Intégrale : Agatha Christie  (trad. de l'anglais, préf. Jacques Baudou), t. 11 : Les années 1958-1964, Paris, Librairie des Champs-Élysées, coll. « Les Intégrales du Masque », 1998, 1336 p. (ISBN 2-7024-2439-2, BNF 36200551). Nouvelle traduction rétablissant la partie du texte absente de la première traduction de Jean Brunoy.

## Adaptations
- 2008 : Le Chat et les Pigeons (Cat Among the Pigeons), téléfilm de la série britannique Hercule Poirot d'ITV (épisode 11.02), avec David Suchet dans le rôle d'Hercule Poirot. Dans l'adaptation, Poirot était déjà présent avant les meurtres pour donner une conférence à l'invitation de la direction.
- 2010 : Le Chat et les Souris, téléfilm de la série française Les Petits Meurtres d'Agatha Christie de France 2 (épisode 1.05). Le personnage de Poirot y est absent, remplacé par le duo d'enquêteurs Larosière-Lampion joués par Antoine Duléry et Marius Colucci.